# Trîhatske (Krînîcikî), Mîkolaiiv
Trîhatske (în ucraineană Трихатське) este un sat în comuna Krînîcikî din raionul Mîkolaiiv, regiunea Mîkolaiiv, Ucraina.

## Demografie
Componența lingvistică a localității Trîhatske
     Ucraineană (97,14%)
     Română (2,86%)
Conform recensământului din 2001, majoritatea populației localității Trîhatske era vorbitoare de ucraineană (97,14%), existând în minoritate și vorbitori de română (2,86%).